# Ingeniería en Multimedia
La Ingeniería en Multimedia, también conocida como Ingeniería Multimedia, es una rama de las ciencias de la computación y la ingeniería, que busca el desarrollo de algoritmos y sistemas informáticos capaces de crear, implantar, administrar, procesar y distribuir contenido multimedia, específicamente textos, audios, imágenes, animaciones y/o vídeos, así como la integración de componentes interactivos.
La ingeniería multimedia abarca al estudio de las ciencias de la computación aplicadas, en especial áreas de la computación y sistemas multimedia como la computación gráfica, la inteligencia artificial, el procesamiento digital de señales, la ingeniería de software, las redes de computadoras y la interacción persona-computadora,  aunque implica una formación en ciencias computacionales teóricas como algoritmos, estructuras de datos y/o matemática discreta.
Así mismo, integra un entrenamiento básico en diseño digital, como animación, modelado 3D, edición de imágenes y vídeo, cuyo fin, en principio, es dar contexto y conocimiento al ingeniero(a) sobre arte y diseño, pero sin pretender la formación de un profesional de las artes digitales.

## Historia
La multimedia toma importancia para los investigadores en la década de los años 1990, sin embargo, en un inicio la capacidad de cómputo no era suficiente para procesar audio y vídeo, factor que cambia durante esa década con la popularidad de los discos compactos y un amplio desarrollo de ordenadores con gráficos y software multimedia.
A partir de 1992, el término Ingeniería Multimedia toma relevancia con el Laboratorio de Ingeniería Multimedia de Toshiba, varios artículos científicos sobre ingeniería y sistemas multimedia, los libros Video and Image Processing in Multimedia Systems  e Image and Video Compression for Multimedia Engineering, y la creación del primer grado universitario de Ingeniería Multimedia en el año 1996 por la Universidad Ramon Llull en La Salle Campus Barcelona, seguido por la Universidad de Wismar (Alemania) en 1998 con el grado en Multimediatechnik. 
Poco tiempo después, en el año 2001, la Universidad Militar Nueva Granada en Colombia inicia un nuevo grado denominado como Ingeniería Digital, Diseño y Arte Tridimensional, el cual cambia a Ingeniería en Multimedia en el año 2005. Ese mismo año, la Universidad Nacional Yang Ming Chiao Tung de Taiwán crea el Instituto de Ingeniería Multimedia para la educación e investigación en procesamiento de imágenes, computación gráfica, visión artificial, contenido multimedia y aprendizaje digital. Tiempo más tarde, en España, la Universidad de Valencia y la Universidad de Alicante crean sus propios grados universitarios de Ingeniería Multimedia en los años 2011 y 2012, respectivamente.
Desde ese punto, varias universidades en diferentes países, pero particularmente en Iberoamérica, han creado grados y másters de ingeniería (en) multimedia, ingeniería informática multimedia, computación multimedia, informática de medios, tecnología multimedia o tecnología de medios.

## Educación universitaria

#### Europa
En Europa, los grados en Ingeniería Multimedia se encuentran en España, Portugal y Polonia en la Universidad de Alicante , la Universidad Ramon Llull , la Universidad de Valencia , el Instituto Superior de Ingeniería de Lisboa , el Instituto Superior de Tecnologías Avanzadas , el Instituto Politécnico de Viana do Castelo  y la Politécnica de Lublin . Sin embargo, en instituciones de Alemania, Austria, Lituania y Noruega como la Universidad de Wismar , la Universidad de Ciencias Aplicadas de Carintia , la Universidad de Ciencias Aplicadas de Salzburgo , la Universidad Tecnológica de Kaunas  y la Universidad de Agder , es común la denominación de Tecnología Multimedia, que para el caso de lenguas germánicas, puede ser interpretado como Ingeniería Multimedia (Multimediatechnik).
La utilización de nombres para grados como Informática de Medios (Medieninformatik) y Tecnología de Medios (Medieninformatik) son más populares en Alemania y Austria, siendo ejemplos la Escuela Técnica Superior de Colonia , la Universidad del Sarre , la Universidad Técnica de Berlín , la Universidad de Tubinga , la Universidad de Ulm , la Universidad Técnica de Viena  y la Universidad de Ciencias Aplicadas de Sankt Pölten . Al igual, en Francia se conoce como Ingeniería Informática Multimedia, como en el Conservatorio Nacional de Artes y Oficios  y en la Universidad de Toulon .
Los másters en Europa, bajo las diferentes denominaciones, pueden encontrarse en universidades como la Escuela Técnica Superior de Colonia , la Universidad del Sarre , la Universidad Técnica de Berlín , la Universidad de Tubinga , la Universidad Técnica de Aquisgrán , la Universidad de Erlangen-Núremberg , la Universidad de Ulm , la Universidad de Génova , la Universidad de Agder  y la Escuela Superior de Estudios Profesionales de Ingeniería Eléctrica y Computación (Serbia) , entre otras.

#### América
En el continente americano se encuentran principalmente grados bajo el nombre de Ingeniería (en) Multimedia en Bolivia con la Universidad Católica Boliviana San Pablo  y en Colombia con la Universidad Militar Nueva Granada , la Universidad de San Buenaventura , la Universidad Autónoma de Occidente , la Universidad Simón Bolívar , la Universidad Nacional Abierta y a Distancia , la Universidad de Boyacá , la Fundación Universitaria Compensar , la Institución Universitaria Colegio Mayor del Cauca  y la UNINPAHU . Si bien se mantiene la misma denominación, el enfoque y contenido en ciencias computacionales varía, en donde algunos grados se acercan más a un diseño gráfico multimedia que a una ingeniería. Igualmente, en Chile la Universidad UNIACC ofrece un grado similar bajo el nombre de Ingeniería Informática Multimedia  y en México la Universidad Autónoma del Carmen con la Ingeniería de Diseño Multimedia .

#### Asia
En Asia Oriental y el Sudeste Asiático, el grado de Ingeniería Multimedia solo se encuentra en la Universidad de Ciencia y Tecnología de Hanoi  en Vietnam. No obstante, se conoce como Tecnología Multimedia en Hong Kong en el Consejo de Formación Profesional  y el Instituto Tecnológico y de Educación Superior de Hong Kong , mientras que en Malasia es común la denominación de Computación Multimedia en la Universidad de Malaya , la Universidad Malasia Sarawak , la Universidad Tecnológica MARA  y la Universidad Tun Hussein Onn de Malasia . Al igual, existe un máster de Tecnología de la Información Multimedia en la Universidad de la ciudad de Hong Kong , así como un máster y doctorado en Ingeniería Multimedia bajo el título de Ciencias de la Información, Ciencias o Ingeniería que ofrece la Universidad de Osaka .
Aunque dista de la orientación de la Ingeniería Multimedia, en Filipinas se encuentra un acercamiento similar llamado Entretenimiento y Computación Multimedia, que se encuentra en la Facultad de Artes y Tecnología del CIIT , la Fundación Universitaria Manuel S. Enverga , la Universidad Nuestra Señora de Fátima , el Instituto Tecnológico de Filipinas , la Universidad de Negros Occidental – Recoletos , la Universidad del Este  y la Universidad Mapúa . Así mismo, la Universidad de Bangkok en Tailandia ofrece un grado bajo la misma denominación .

#### África
En África hay pocos antecedentes y exponentes de la Ingeniería Multimedia, siendo solo encontrada en la Universidad de Pretoria (Sudáfrica) con un grado en Ciencias de la Información en Multimedia  y en la Universidad de Tecnología de Mauricio con un máster en Sistemas Multimedia .